# Костич, Таня
Таня Костич (швед. Tanja Kostic; род. 10 ноября 1972 в Сольне, Стокгольм, Швеция) — шведская профессиональная баскетболистка сербского происхождения, выступала в женской национальной баскетбольной ассоциации. Она была выбрана на драфте ВНБА 1998 года в третьем раунде под общим 26-м номером клубом «Кливленд Рокерс». Играла в амплуа тяжёлого форварда.

## Ранние годы
Таня родилась 10 ноября 1972 года в Сольне, коммуне в восточной части Швеции (лен Стокгольм) в семье выходцев из Сербии, эмигрировавших незадолго до этого в эту страну.

## Личная жизнь
Костич вышла замуж за литовского баскетболиста Римантаса Каукенаса, от которого родила трёх дочерей.